# RLC (Automarke)
RLC war eine britische Automobilmarke, die zwischen 1920 und 1921 von Argyll Motors Ltd. (Glasgow) in ihrer Niederlassung in London hergestellt wurde.
Das einzige Modell, der RLC 10.8 hp, besaß einen luftgekühlten Dreizylinder-Sternmotor mit 1,2 l Hubraum. Auf dem Markt allerdings konnte sich die ungewöhnliche Konstruktion nicht durchsetzen und war nach einem Jahr wieder verschwunden.

## Modelle
| Modell  | Bauzeitraum | Zylinder | Hubraum  | Radstand |
| ------- | ----------- | -------- | -------- | -------- |
| 10,8 hp | 1920–1921   | 3 Stern  | 1212 cm³ |          |